# Spiegelablesung
Eine Spiegelablesung ist die von Poggendorff und Gauß eingeführte Anwendung ebener Spiegel zur genauen Messung kleiner Winkel, zum Beispiel der Ablenkung von Magneten durch den elektrischen Strom oder durch erdmagnetische Einflüsse (siehe Galvanometer und Magnetometer).
Der Magnet ist in horizontaler Ebene drehbar an einem Kokonfaden aufgehängt; über seiner Mitte senkrecht zu seiner Achse ist ein kleiner Spiegel befestigt. In dem Spiegel erblickt man durch ein ihm gegenüber aufgestelltes Fernrohr das Spiegelbild eines über dem Fernrohr angebrachten horizontalen, in Millimeter geteilten Maßstabes, und zwar den mittleren Teilstrich der Skala in der Mitte des Gesichtsfeldes (am Fadenkreuz des Fernrohrs), wenn die Achse des Magnets mit der Absehenslinie (der Achse) des Fernrohrs zusammenfällt. Weicht der Magnet aber ein wenig von dieser Lage ab, so erscheint ein anderer Teilstrich am Fadenkreuz. Aus der so an dem Maßstab abgelesenen Strecke und der Entfernung des Maßstabes von dem Spiegelchen lässt sich nun der kleine Winkel, um den der Magnet aus seiner ursprünglichen Lage abgewichen ist, sehr genau bestimmen.
Die Genauigkeit von Wägungen wird erheblich gesteigert, wenn man über der Mitte des Wagebalkens senkrecht zu dessen Länge einen kleinen Spiegel befestigt und durch ein seitlich aufgestelltes Fernrohr das Spiegelbild einer daneben vertikal angebrachten Skala beobachtet (Jolly), wodurch sehr kleine Ausschlagswinkel messbar werden. Auch in anderen zahlreichen Fällen, wo es sich um Messung sehr kleiner Größen handelt (zum Beispiel zur Bestimmung von Ausdehnungskoeffizienten), wird die Spiegelablesung angewendet.

## Quelle
- Meyers Großes Konversations-Lexikon, Band 18. Leipzig 1909, S. 732.